# DC4 (mixtape)
| Recensione | Giudizio |
| ---------- | -------- |
| AllMusic   | [ 2 ]    |
| Pitchfork  | [ 3 ]    |

DC4 (abbreviazione di Dreamchasers 4), è l'undicesimo mixtape del rapper statunitense Meek Mill, pubblicato il 27 ottobre 2016 da Maybach Music Group, Dream Chasers Records e Atlantic Records.

## Descrizione
DC4 è il quarto della serie di mixtape Dreamchasers e vede le collaborazioni di Quavo, Lil Uzi Vert, Nicki Minaj, Young Thug e 21 Savage, tra gli altri.

## Tracce
1. On the Regular (Intro) – 3:04 (Robert Williams, Carl Orff, Leslie West, Felix Pappalardi, Jr., Terrell McNeal, Rodriquez Smith, John Ventura, Norman Lesberg)
2. Blessed Up – 3:21 (Williams, Nicholas Warwar, Tarik Azzouz, Clemm Rishad, Diondria Thornton, Christopher Thornton)
3. Litty (feat. Tory Lanez) – 4:40 (Williams, Breon Tillman, Raul Gonzalez, Daystar Peterson)
4. Shine – 5:27 (Williams, Warwar, Azzouz, Rishad, D. Thornton, C. Thornton)
5. Froze (feat. Lil Uzi Vert e Nicki Minaj) – 3:30 (Williams, Bennie Briggman, Sonny Uwaezuoke, Symere Woods, Onika Maraj)
6. The Difference (feat. Quavo) – 3:25 (Williams, Uwaezuoke, Quavious Marshall)
7. Lights Out (feat. Don Q) – 3:12 (Williams, Terrell Johnson, Kevin Gomringer, Tim Gomringer, Le'Quincy Eerson)
8. Blue Notes (feat. Snowy White) – 3:47 (Williams, Antonio Jimenez, Terence White)
9. Offended (feat. Young Thug e 21 Savage) – 4:16 (Williams, Ozan Yildirim, K. Gomringer, T. Gomringer, Shane Lindstrom, Jeffery Williams, Shayaa Joseph)
10. You Know (feat. YFN Lucci) – 4:24 (Williams, Maraj, Michael Herneez, Carlos Suarez, Altariq Crapps, Rayshawn Bennett)
11. Way Up (feat. Tracy T) – 3:10 (Williams, Carlton Mays Jr., Tracy Richardson)
12. Two Wrongs (feat. Guordan Banks e Pusha T) – 3:47 (Williams, Nicholas Verruto, Guordan Banks, Terrence Thornton)
13. Tony Story 3 – 4:30 (Williams, Orleo Tucker)
14. Outro (feat. Lil Snupe e French Montana) – 4:58 (Williams, Yildirim, Anthony Tucker, Nickolas Papamitrou, Addarren Ross, Karim Kharbouch)

Note
- The Difference contiene parti vocali registrate da Desiigner.
- You Know contiene parti vocali registrate da Nicki Minaj.
- Outro contiene parti vocali registrate da Rihmeek "Papi" Williams (figlio di Meek Mill).

## Classifiche
| Classifica (2016) | Posizione massima |
| ----------------- | ----------------- |
| Australia         | 58                |
| Belgio (Fiandre)  | 150               |
| Belgio (Vallonia) | 154               |
| Canada            | 10                |
| Francia           | 131               |
| Paesi Bassi       | 32                |
| Regno Unito       | 48                |
| Stati Uniti       | 3                 |